# Lengyel férfi jégkorong-válogatott
A lengyel férfi jégkorong-válogatott Lengyelország nemzeti csapata, amelyet a Lengyel Jégkorongszövetség irányít. Legnagyobb sikerük az 1931-es világbajnokságon elért negyedik helyezés. A téli olimpián is egy negyedik hely a legjobb eredményük, amelyet még 1932-ben értek el.

## Eredmények

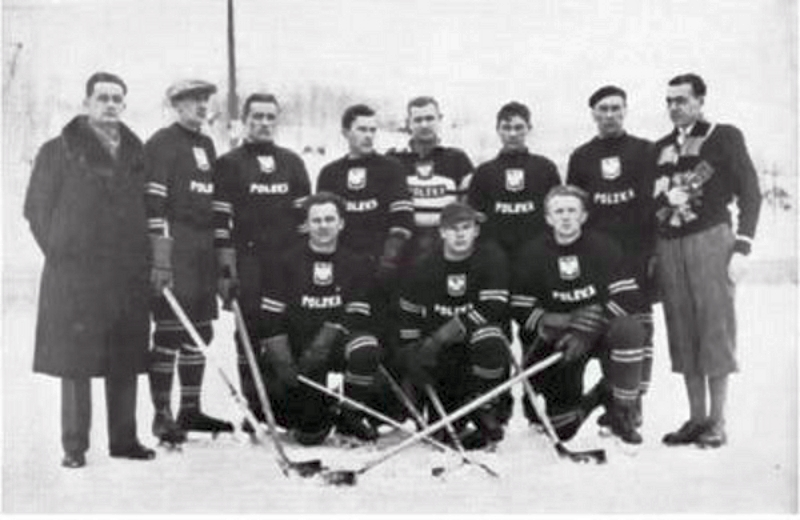
Az 1932-ben negyedik helyezett válogatott. Balról jobbra, térdelnek: Albert Mauer, Adam Kowalski, Witalis Ludwiczak. Balról jobbra, állnak: Polakiewicz (technikai bizottság tagja), Aleksander Kowalski, Kazimierz Sokolowski, Roman Sabinski, Jozef Stogowski, Czeslaw Marchewczyk, Wlodzimierz Krygier, és Tadeusz Sachs (A fényképen nem szerepel: Kazimierz Materski)

1920 és 1968 között a téli olimpia minősült az az évi világbajnokságnak is. Ezek az eredmények kétszer szerepelnek a listában.

### Világbajnokság
- 1928 – 9. hely
- 1930 – 5. hely
- 1931 – 4. hely
- 1932 – 4. hely
- 1933 – 7. hely
- 1934 – nem vett részt
- 1935 – 10. hely
- 1936 – 9. hely (holtversenyben)
- 1937 – 8. hely
- 1938 – 8. hely
- 1939 – 6. hely
- 1947 – 6. hely
- 1948 – 7. hely
- 1949–1951 – nem vett részt
- 1952 – 6. hely
- 1953–1954 – nem vett részt
- 1955 – 7. hely
- 1956 – 8. hely
- 1957 – 6. hely
- 1958 – 8. hely
- 1959 – 11. hely
- 1960 – nem vett részt
- 1961 – 13. hely (B csop., 5. hely)
- 1962 – nem vett részt
- 1963 – 12. hely (B csop., 4. hely)
- 1964 – 9. hely
- 1965 – 9. hely (B csop., 1. hely)
- 1966 – 8. hely
- 1967 – 9. hely (B csop., 1. hely)
- 1968 – nem vett részt
- 1969 – 8. hely (B csop., 2. hely)
- 1970 – 6. hely
- 1971 – 8. hely (B csop., 2. hely)
- 1972 – 7. hely (B csop., 1. hely)
- 1973 – 5. hely
- 1974 – 5. hely
- 1975 – 5. hely
- 1976 – 7. hely
- 1977 – 10. hely (B csop., 2. hely)
- 1978 – 9. hely (B csop., 1. hely)
- 1979 – 8. hely
- 1981 – 10. hely (B csop., 2. hely)
- 1982 – 11. hely (B csop., 3. hely)
- 1983 – 10. hely (B csop., 2. hely)
- 1985 – 9. hely (B csop., 1. hely)
- 1986 – 8. hely
- 1987 – 9. hely (B csop., 1. hely)
- 1989 – 8. hely
- 1990 – 14. hely (B csop., 6. hely)
- 1991 – 12. hely (B csop., 4. hely)
- 1992 – 12. hely
- 1993 – 14. hely (B csop., 2. hely)
- 1994 – 15. hely (B csop., 3. hely)
- 1995 – 15. hely (B csop., 3. hely)
- 1996 – 17. hely (B csop., 5. hely)
- 1997 – 17. hely (B csop., 5. hely)
- 1998 – 23. hely (B csop., 7. hely)
- 1999 – 23. hely (B csop., 7. hely)
- 2000 – 20. hely (B csop., 4. hely)
- 2001 – 18. hely (Divízió I A, 1. hely)
- 2002 – 14. hely
- 2003 – 19. hely (Divízió I A, 2. hely)
- 2004 – 19. hely (Divízió I A, 2. hely)
- 2005 – 21. hely (Divízió I B, 3. hely)
- 2006 – 21. hely (Divízió I B, 3. hely)
- 2007 – 20. hely (Divízió I A, 2. hely)
- 2008 – 22. hely (Divízió I A, 3. hely)
- 2009 – 23. hely (Divízió I B, 4. hely)
- 2010 – 22. hely (Divízió I B, 3. hely)
- 2011 – 23. hely (Divízió I B, 4. hely)
- 2012 – 24. hely (Divízió I B, 2. hely)
- 2013 – 24. hely (Divízió I B, 2. hely)
- 2014 – 23. hely (Divízió I B, 1. hely)
- 2015 – 19. hely (Divízió I A, 3. hely)
- 2016 – 19. hely (Divízió I A, 3. hely)
- 2017 – 20. hely (Divízió I A, 4. hely)
- 2018 – 22. hely (Divízió I A, 6. hely)

### Olimpiai játékok
- 1928 – 9. hely
- 1932 – 4. hely
- 1936 – 9. hely (holtversenyben)
- 1948 – 7. hely
- 1952 – 6. hely
- 1956 – 8. hely
- 1960 – nem vett részt
- 1964 – 9. hely
- 1968 – nem vett részt
- 1972 – 6. hely
- 1976 – 6. hely
- 1980 – 7. hely
- 1984 – 8. hely
- 1988 – 10. hely
- 1992 – 11. hely
- 1994 – nem jutott ki
- 1998 – nem jutott ki
- 2002 – nem jutott ki
- 2006 – nem jutott ki
- 2010 – nem jutott ki
- 2014 – nem jutott ki
- 2018 – nem jutott ki
- 2022 – nem jutott ki